# Peglio (Marche)
Peglio (El Pèi in dialetto gallo-piceno) è un comune italiano di 636 abitanti della provincia di Pesaro e Urbino nelle Marche.

## Geografia fisica
Affacciato sulla vallata superiore del Metauro, sorge sopra un poderoso masso di gessite in un contesto collinare, su un balcone di 534 m s.l.m..

## Storia
Anticamente fu pago romano, identificato con quel Pagus Pilleus della Pentapoli dove, verso il 739, i fedelissimi Longobardi del re Liutprando furono disfatti dall'esercito romano-bizantino. Certo fu terra arimanna elevata a fortezza e lasciata alla Santa Sede quando Pipino il Breve donò la Massa Trabaria a San Pietro. Il castello di Peglio, già in parte feudo dei benedettini nel 1185, fu destinato da papa Nicolò IV nel 1291 a residenza sicura del Rettore di Massa, durante le aspre contese tra i da Montefeltro, i della Faggiola, i Brancaleoni di Casteldurante, che ne furono infeudati nel 1334.
Il cardinale Egidio Albornoz ne reclamò la sudditanza alla Santa Sede e proprio nel girone del castello il 20 febbraio 1357 ricevette la sottoscrizione di Urbino, al quale Peglio passò definitivamente per concessione di papa Bonifacio IX al conte Antonio da Montefeltro. Sotto il regime Feltresco e Roveresco, con i propri statuti e come vicariato di Casteldurante, restò fino al 1631 quando il Ducato di Urbino fu devoluto alla Santa Sede.
Nel 1797, durante la reazione antinapoleonica, partecipò attivamente ai moti, come in seguito alle guerre dell'indipendenza. All'avvento dell'Unità d'Italia fu riconosciuto comune, assorbito durante il fascismo da quello di Urbania, è di nuovo indipendente dopo la Liberazione.
La sua chiesa arcipretale, dedicata al protettore san Fortunato vescovo di Todi, è una delle pievi più antiche della diocesi urbinate.

## Monumenti e luoghi d'interesse
- Chiesa di San Fortunato: con le due cripte e la Via Crucis in terracotta, risalente al Settecento, probabilmente prodotta nelle botteghe di ceramica della vicina Casteldurante.
- Torre campanaria: di origine medievale, rimaneggiata nel corso dei secoli, conserva l'impianto architettonico originario e l'imponente mole.

## Società

### Evoluzione demografica
Abitanti censiti

### Etnie e minoranze straniere
Secondo i dati ISTAT al 1º gennaio 2023 la popolazione straniera residente era di 35 persone e rappresentava il 5,4% della popolazione residente. La comunità straniera più numerosa era quella rumena con 11 persone, pari al 31,43% sul totale della popolazione straniera.

## Amministrazione
| Periodo        | Periodo        | Primo cittadino        | Partito                                    | Carica  | Note   |
| -------------- | -------------- | ---------------------- | ------------------------------------------ | ------- | ------ |
| 7 giugno 1985  | 5 giugno 1990  | Dante Marchi           | Partito Repubblicano Italiano              | Sindaco | [ 10 ] |
| 6 giugno 1990  | 23 aprile 1995 | Dante Marchi           | Partito Repubblicano Italiano              | Sindaco | [ 10 ] |
| 24 aprile 1995 | 13 giugno 1999 | Dante Marchi           | Centro-sinistra                            | Sindaco | [ 10 ] |
| 14 giugno 1999 | 12 giugno 2004 | Lidia Amatori Martelli | Democrazia e solidarietà (Centro-sinistra) | Sindaca | [ 10 ] |
| 13 giugno 2004 | 7 giugno 2009  | Daniele Tagliolini     | Democrazia e solidarietà (Centro-sinistra) | Sindaco | [ 10 ] |
| 8 giugno 2009  | 25 maggio 2014 | Daniele Tagliolini     | Lista civica (Centro-sinistra)             | Sindaco | [ 10 ] |
| 26 maggio 2014 | 26 maggio 2019 | Daniele Tagliolini     | Pegliolab (Centro-sinistra)                | Sindaco | [ 10 ] |
| 27 maggio 2019 | 10 giugno 2024 | Cristina Belpassi      | Pegliolab (Centro-sinistra)                | Sindaca | [ 10 ] |
| 10 giugno 2024 | in carica      | Livio Talozzi          | Peglio vivo                                | Sindaco | [ 10 ] |

## Sport

### Calcio
La principale squadra di calcio della città è l'U.S. Peglio che milita nel girone A marchigiano di Prima Categoria, inoltre c'era anche una squadra di calcio a 5 di Serie D che giocava nella palestra comunale, una squadra di pallavolo femminile e un campo da tennis che attualmente non ci sono più.